# Mandala Hurip
Mandala Hurip is een bestuurslaag in het regentschap Tasikmalaya van de provincie West-Java, Indonesië. Mandala Hurip telt 2353 inwoners (volkstelling 2010).